# Acontius aculeatus
Acontius aculeatus är en spindelart som först beskrevs av Simon 1903.  Acontius aculeatus ingår i släktet Acontius och familjen Cyrtaucheniidae.
Artens utbredningsområde är Ekvatorialguinea. Inga underarter finns listade i Catalogue of Life.